# NiD 29 (航空機)
NiD 29
- 用途：戦闘機
- 設計者：ギュスターヴ・ドラージュ

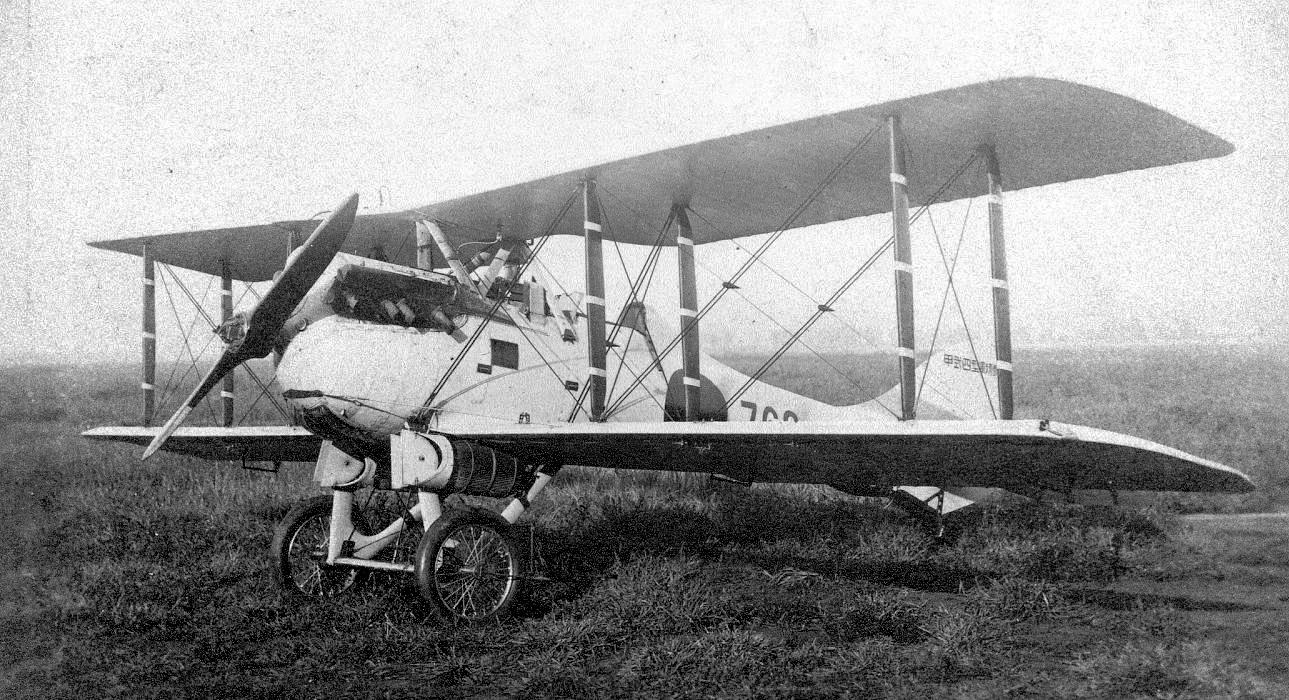
甲式四型戦闘機

- 製造者：ニューポール・ドラージュ
- 運用者** フランス空軍
  - ベルギー空軍
  - 大日本帝国陸軍
- 初飛行：1918年
- 生産数：250機以上（フランス）
- 運用開始：1922年
- 退役：1930年代
- 運用状況：退役

ニューポール・ドラージュ NiD 29（Nieuport-Delage NiD 29）はフランス空軍向けにニューポール・ドラージュ社が設計・生産したC.Iカテゴリーの単座複葉戦闘機である。日本でもライセンス生産され、甲式四型戦闘機として大日本帝国陸軍が使用した。

## 設計と開発
NiD 29は、胴体に合板モノコック構造（薄くスライスした木材を型に合わせて積層接着することで立体曲面構造を成型する手法。現在の炭素繊維複合材料による成型手法の先駆け）を採用し、上下翼の翼幅の等しい複葉機で、補助翼も上下翼両方にあった。降着装置は固定脚・尾橇式で、機体の前部にエンジンを装備し、操縦士の単座コックピットは開放式だった。NiD 29の試作機はイスパノ・スイザ HS-8Fb エンジンを装備して1918年8月21日に初飛行した。試験の成績は良好だったが、上昇限度は要求を満たさなかった。2機目の試作機は翼幅が延長されており、これにより上昇限度も要求を達成したため1920年に生産発注が行われた。生産型では上翼の補助翼が廃止され、下翼の補助翼が拡大されていた。
フランス空軍に最初に配備されたのは1922年のことで、水平きりもみに入りやすい傾向があったものの、好評を持って迎えられた。フランス軍は250機を購入し、生産はニューポール社のほか7つの会社で行われた。NiD 29は各国で採用されて、1920年代の主要な戦闘機のひとつとなった。スペインは10機のライセンス生産を含む30機、ベルギーもSABCAがライセンス生産した87機を含む108機を購入した。イタリア空軍では175機を購入したが、そのうち95機はマッキ社が「マッキ・ニューポール 29」として製作し、残り80機はカプロニが製作した。スウェーデンは9機を購入して「J 2」と名付けた。
レース機仕様も開発され、8つの世界速度記録を打ち立てたほか、1919年の「クペー・ドイッチェ」と1920年のゴードン・ベネット・トロフィーを獲得した。

## 甲式四型戦闘機
日本では、「NiD 29 C.1」の完成機を110機輸入した後、中島飛行機が同機のライセンス生産権を獲得して、国産初号機が大正12年（1923年）12月に初飛行、甲式四型戦闘機として日本陸軍向けに608機を生産した。他に陸軍砲兵工廠が46機を生産している。「NiD 29」（当時の日本では「ニ式弐九型戦闘機」と表記。「ニ」はカタカナで「ニューポール」の頭文字）を、世界中で最も多く採用した国は、日本である。
「イスパノ・スイザ 8（Hispano-Suiza 8）」は、第一次世界大戦で最も生産された航空エンジンのシリーズであり、協商国側の航空機用水冷エンジンの主力として、戦争中に約5万基が製造され、戦後も、1920年代を通じて、少数が製造され続けた。ほとんどのエンジンは、フランス、イギリス、アメリカ、イタリアにある工場でライセンスを受けて製造されたが、少数のエンジンは、日本、スペイン、スイス、ソビエト連邦でも製造された。
本機の搭載エンジンは、「イスパノ・スイザ HS-8Fb 水冷V型8気筒ガソリンエンジン 300 hp」を「三菱内燃機株式会社 名古屋製作所」で国産化した、「三菱イスパノ・スイザ 三百馬力発動機」（「イスパノ・スイザ式」の略称は、陸軍では「イ式」、海軍では「ヒ式」）であった。このエンジンのオリジナルである「HS-8F」は、元々は1916年末に爆撃機用に開発されたものであったが、ニューポール・ドラージュ NiD 29やマルティンサイド・バザードなどの、一部の戦闘機にも採用されていた。このFシリーズ エンジンの特徴は、回転数が低かったため、減速機を廃止し、ダイレクト・ドライブ方式を採用したことであった。トラブルの多発する歯車式減速機を廃止したことにより、エンジンの信頼性が向上していた。
空気抵抗の小さい、「ルンブラン式冷却器」（ラジエーター）を採用し、主脚の付根に取付けていた。
エンジン冷却用のラジエーターチューブの製造が東洋鑢伸銅に依頼された際、工場長の山田晁は社内の反対を押し切って自己責任で受注した。コストがかさんで赤字となり山田は借金を背負ったが、2回目の注文があったことを機に退職して大阪金属工業所を創業した。
本機は日本陸軍で初めて大量生産された戦闘機である。日本陸軍で初めて7.7 mm機関銃二挺を採用し（日本海軍では一〇式艦上戦闘機が初採用）、エンジン上部、操縦席風防前方に固定装備した。
満州事変当時の日本陸軍の主力戦闘機であったが、実戦はほとんど経験しておらず、後に民間へ練習機用途などに払い下げられている。後継機は九一式戦闘機。
甲式はニューポール社、乙式はサルムソン社、丙式はスパッド社、丁式はファルマン社、戊式はコードロン、己式はアンリオ社、を意味している。「四型」はニューポール社の他の機材が既に3種、日本陸軍に採用されていることを示している。

## 運用歴
フランスでは、小型爆弾搭載のための改修を施したものを含む若干数の本機をモロッコでの反乱鎮圧に使用した。スペインでも、北アフリカでの類似した作戦に使用した。

## 派生型
- NiD 29 - 生産型
- NiD 29 C.1 - フランス軍の命名方式変更による呼称変更。
- NiD 29 B.1 - 10kg爆弾6発を搭載できるようにした攻撃機型。少数機のみ改造。
- NiD 29 bis - 翼面積を減らし、可動式の尾橇を装備した試作機。
- NiD 29 G - ノーム9Nロータリーエンジン装備の試作型。2機は後にイスパノエンジンに換装されたうえに双フロートと補助の尾部フロートを装着して、1923年のモナコ・グランプリに出場した。また他の1機は艦上戦闘機型 NiD 32RH に改造されたと考えられている。
- NiD 29 D - 高度記録挑戦のためamnエンジン過給機への転換型。7,000 mまで到達した。
- NiD 29 E.1練習機型。180馬力イスパノ・スイザエンジンとヴィッカース同調機銃1挺を装備。
- NiD 29 SHV - 1919年のシュナイダー・トロフィー・レース用の水上機型。翼幅を縮め、すべての軍用装備を撤去した。2機が作られ、1機が1921年のレースにエントリーしたが実際のレースには2機とも参加しなかった。
- NiD 29 V - 1919年に製作された軽量レーサー型。翼幅が6.00 mに縮められ、イスパノ・スイザエンジンは320馬力まで強化された。3機製作。
- NID 29 Vbis - より高速を目指してコックピットを密閉した改造型。パイロットは両サイドに小さな涙滴型の窓を持つのみで、前方視界はほとんど無かった。1機のみ改造されたが、1921年に着陸事故で失われた。
- 中島甲式四型戦闘機 - NiD 29を日本でライセンス生産。608機。
- 試製三型戦闘機 - 甲式四型を原型として1926年に日本で1機が製作されたラトウ式ターボコンプレッサーの複座実験機。開発は陸軍航空本部技術部によって行われた[2]。

## 運用者
- フランス
- アルゼンチン
- イタリア王国
- スウェーデン
- スペイン
- タイ
- 日本
- ベルギー

## 性能諸元

### NiD 29
出典: Orbis, 1985, page 2600
諸元
- 乗員: 1
- 全長: 6.49 m
- 全高: 2.56 m
- 翼幅: 9.70 m
- 翼面積: 26.70 m2
- 空虚重量: 760 kg
- 運用時重量: 1,150 kg
- 動力: イスパノ・スイザ HS-8Fb 水冷V型8気筒ガソリンエンジン、224 kW （300 hp/2,100 rpm）   × 1

性能
- 最大速度: 235 km/h
- 航続距離: 580 km
- 実用上昇限度: 8,500 m

武装
- 7.7 mm ヴィッカース機関銃（前方固定式） ×2

### 中島甲式四型戦闘機（国産型）
画像
- 29C-1

出典: 「日本航空機辞典」（上巻）p.39
諸元
- 乗員: 1
- 全長: 6.44 m
- 全高:
- 翼幅: 9.70 m
- 翼面積: 26.88 m2
- 空虚重量: 850 kg
- 運用時重量: 1,160 kg
- 動力: 三菱イスパノ・スイザ（イ式） 三百馬力発動機 水冷V型8気筒ガソリンエンジン、 （300 hp）   × 1

性能
- 最大速度: 232 km/h（2,000 m）
- 巡航速度: 170 km/h
- 失速速度: 95 km/h
- 航続距離:   2.0時間
- 実用上昇限度: 7,250 m（実用） / 8,000 m（絶対）
- 上昇率:  （5.5分/2,000 m、13.5分/4,000 m、24.75分/5,000 m）

武装
- 7.7 mm 機関銃（前方固定式） ×2

## 参考資料
- Taylor, Michael J. H. (1989). Jane's Encyclopedia of Aviation. London: Studio Editions
- The Illustrated Encyclopedia of Aircraft (Part Work 1982-1985). Orbis Publishing
- 『日本航空機辞典』（上巻）（1989年、モデルアート社）